# سدادات

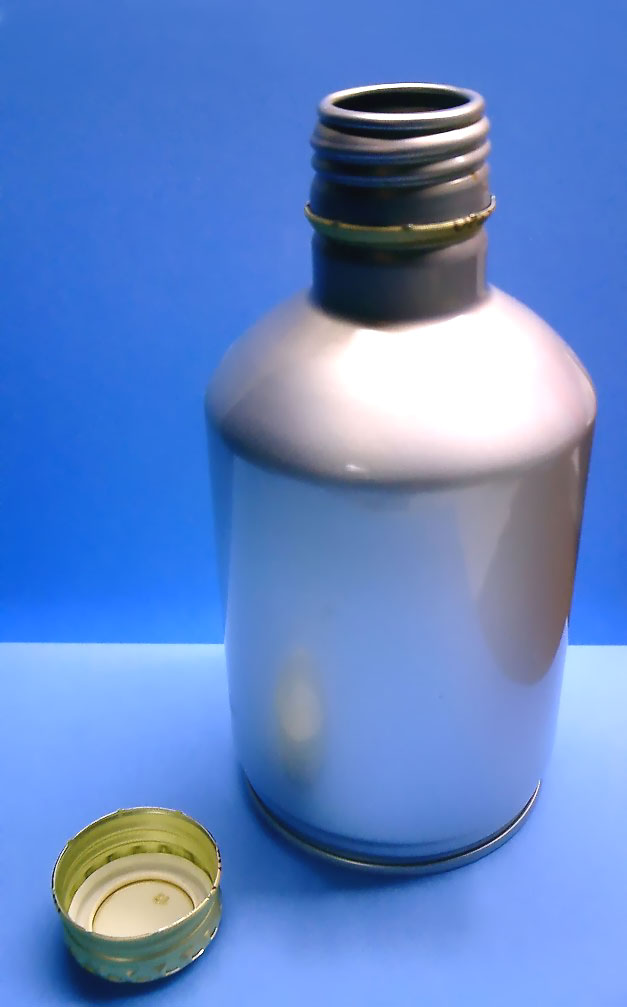
قارورة معدنية، بجانبها غطاء يستخدم كسدادة لسد فوهة القارورة.

السدادات (المفرد: سَدَّادَة) هي الأدوات اوالتقنيات المستخدمة لإغلاق زجاجة، أو إبريق، أو جرة، أو أنبوب. وغالبا ماتكون أداة الإغلاق عبارة عن غطاء. وهناك أنواع أخرى من الحاويات مثل الصناديق أو الطبول والتي لديها أدوات إغلاق أخرى ولكن لم يتم مناقشتها في هذه المقالة.

## الغرض من السدادات
العديد من الحاويات والطرود تتطلب وسيلة لإغلاقها. ويمكن أن يكون ذلك عبارة عن اداة منفصلة أو ختم أو في بعض الأحيان يكون عبارة عن مزلاج أو قفل. يوختلف الغرض من عملية الإغلاق، بناء على محتويات الحاويا:
- للحفاظ على المحتويات للمدة المحدد لها حتى وقت الفتح
- لتوفير حاجزا أمام الأوساخ والرطوبة والأكسجين وما إلى ذلك. وهذا الأمر بالغ الأهمية لأنواع عديدة من المنتجات: الأغذية، والمواد الكيميائية، الخ.
- للحفاظ على المنتج آمن من الأطفال
- توفير وسيلة لإعادة استخدام الحاوية
- مساعدة في تركيب واستخدام المنتج
- لتوفير سهولة فتح الحاوية من قبل المستخدم المقصودفصعوبة فتح الحاويات قد يسبب الغضب. ان القوة اللازمة لفتح وإغلاق الحاوية من أهم الاعتبارات التي يأخذ في الحسبان من قبل المهندسين في عملية التعبئة والتغليف.[1][2]

لقد وضعت العديد من الأنظمة الخاصة بأنواع التعبئة والتغليف مع أدوات الإغلاق اخذا بالاعتبار القوة والسلامة والأمن، والاتصالات، وإعادة التدوير، والمتطلبات البيئية.

## أنواع السدادات
السدادات هي وسيلة لربط الغطاء بالحاوية بطريقة امنة. ومن امثلة السدادات نذكر مايلي: العروات والمفصلات والأقفال والمواد لاصقة.
السدادات بحاجة ان تمون مرنة للتكيف مع شكل الحاوية. ولذلك يتم تصنيع بعض السدادات من مواد مرنة مثل الفلين والمطاط والبلاستيك أو الرغوة. غالبا ما يتم استخدام الهيكل الدائري أوبطانة إغلاق من عجينة الورق أو الرغوة. غاليا ماتكون السدادة عديمة الحواف وتستخدم حافة البلاستيك للحفاظ على الختم.
أختام ثانوية غاليا ماتكون شائعة مع المنتجات الحساسة التي يمكن أن تتدهور أو التي تحتاج إلى مزيد من الأمن. القصدير أو الختوم الداخلية تستخدم مع الزجاجات واغطية الختوم الحرارية تستخدم مع بعض الأنابيب. كما تستخدم أحيانا الأشرطة المطاكية خارج الهيكل الإغلاق الابتدائي.

## السدادة اللولبيية والسدادة اللولبية الخاصة بالخمور
السدادة اللولبيية هو عبارة عن أداء ميكانكية وهي تعمل عن طريق إدارة الغطاء لإغلاق وفتح الحاوية. وغالبا مايتم استخدام قبعات معدنية جاهزة أو في بعض الحالات قبعات بلاستيك المصنوعة من البوليمر المصبوب.
السدادة اللولبيية تتكون من عدة اجزاء. على سبيل المثال، وغالبا مايكون غطاء جرة البناء مطاطي وحلقة منفصلة.

### سدادة ولي العهد
غالبا ماتكون زجاجات العصير غالبا ما تكون مغلقة بقبعات ولي العهد. وهي عبارة عن اغطية معدنية ضحلة مقوسة لتعمل على إغلاق فوهة القنينة.

### الكبس
بعض أنواع السدادات عبارة عن كبس. فعند الفتح، تم تصميم الجزء الأعلى لكي يكسر وتحوي موزع داخلي.

### احتكاك نسبي
بعض الحاويات لديها غطاء فضفاض عن الإغلاق. فالزجاجيات المخبرية غالبا ماتكون ذات مفاصل زجاجية تسمح للقطع بتركيبها بسهولة معا.
ولذلك تتطلب بعض القوة لإغلاق وفتح الحاوية، وتوفير أمان إضافي. فعلب الطلاء غالبا ما تحوي مثل هذه الأغطية.

### اغطية ضد العبث
طبقات مقاومة للعبث: وهي عبارة عن اغطية كارتونية ذات مادة لاصقة مطاطية داخلية
المقال الرئيسي: مقاومة العبث
المقال الرئيسي: ضد العبث
ان خاصية مقاومة العبث مطلوبة لبعض المنتجات. فيمكن ان يكون غطاء بعض الحاويات يتكون من عدة طبقات لردع العبث وفضح
محاولات العبث.

### مقاومة الأطفال
السجلا التجاري للتغليف المقاوم للأطفال مصمم للحد من مخاطر تناول الأطفال للمواد الخطرة. ويتم إنجاز هذا في كثير من الأحيان عن طريق استخدام غطاء خاصة لضمان سلامتهم. وهو مطلوب من قبل الأنظمة الدوائية، والأدوية دون وصفة طبية، والمبيدات والمواد الكيميائية المنزلية.

## نبذة تاريخية

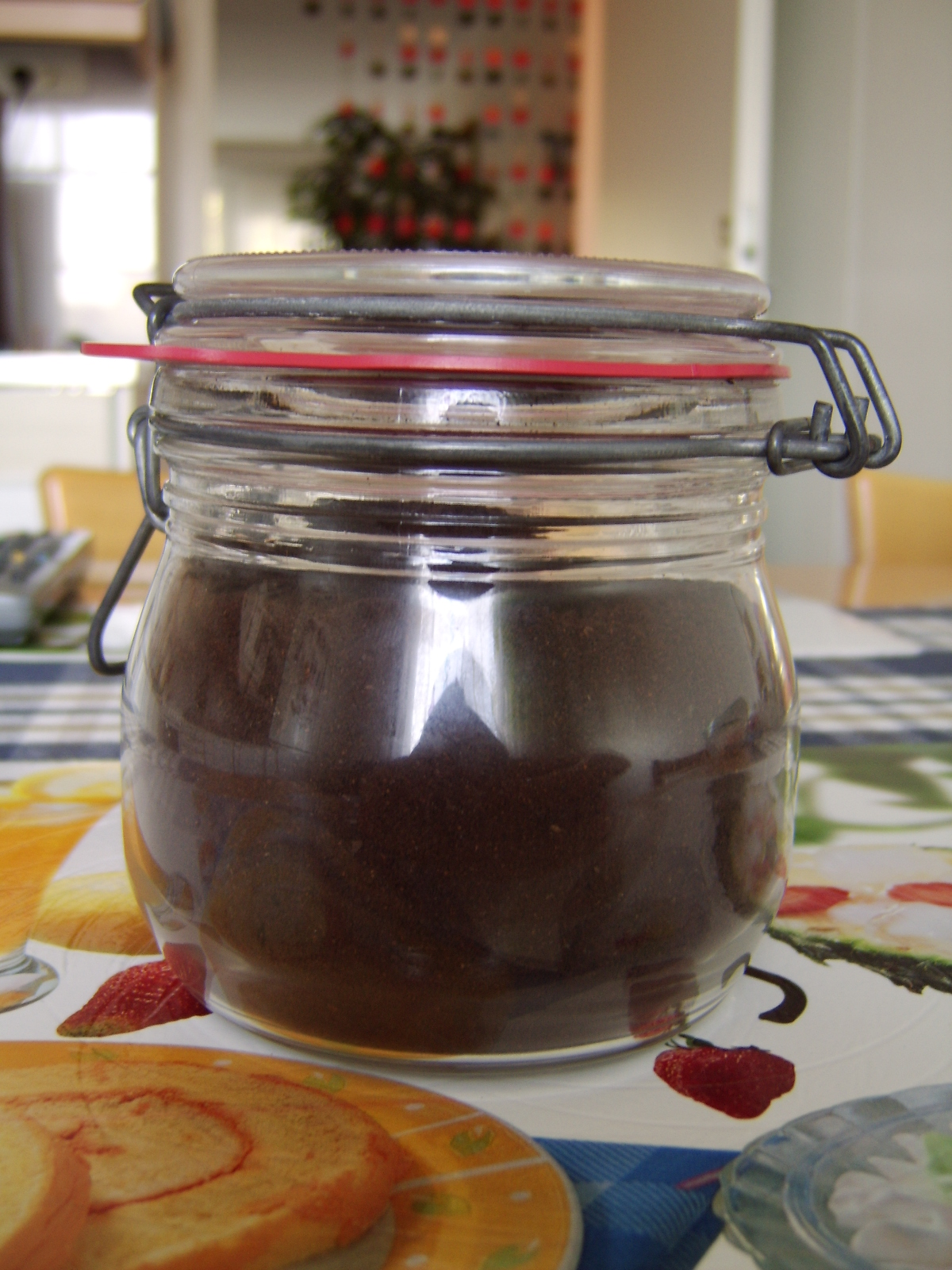
حاوية مربى قابلة لإعادة الاستخدام

في وقت مبكر الحاويات المصنوعة من الفخار والسيراميك تحتوي في كثير من الأحيان على اغطية تناسب مع الحاوية. وكان عنق الزجاجة يغلق عن طريق استخدام اغطية مصنوعة من الفلين والخشب والسيراميك ومختومة بالهاون. البراميل الخشبية غالبا ما تكون ذات سدادات مصنوعة من الفلين.
وأيضا بعض علب الصفيح في وقت مبكر احتوت على أدوات لإغلاق عنق الزجاج.
بدأت زجاجات المشروبات الغازية باستخدام سدادة هوتر في عام 1893. وهذا ينطوي على المكونات الخزف مزودة بغطاء من المطاط، والذي يتم ضغطة إلى أسفل عنق الزجاجة. هذا الأسلوب يعمل فقط مع المشروبات الغازية. وأصبح معيار سدادة هوتر في زجاجات البيرة في أواخر 1890s / 1900s في وقت مبكر. اخترعت حواجز الإغلاق في زجاجات التي كتبها وليام هنري بوتنام في عام 1859وهي تحوي على اسلاك معدنية ثقيلة إلى عنق الزجاجة التي تتأرجح على الفلين لعقد فيه.
اخترع العالم ويليم بينتر أول غطاء لزجاجة الحديثة، وهو غطاء ولي العهد في عام 1890 في بالتيمور. كان أول من استخدم السدادة الولبية باستخدام الألمنيوم المقاوم للصدأ في تعبئة الادوية الطبية في اليوريا 1920s. أدخلت أول زجاجة قبعات مقرها في وقت مبكر 1900s.
وأدى وقوع حوادث الأطفال المنزلية والتغليف تناول القضية في الكونغرس الأميركي لتمرير قانون تغليف السموم في عام 1970